# Anadara cornea
Sò lông, tên khoa học Anadara cornea, là một loài sò trong họ Sò. Chúng được Lovell Augustus Reeve mô tả lần đầu năm 1844. Tại Việt Nam, loài này thường được tìm thấy ở vùng ven biển Đông Nam Bộ.